# Donner Memorial State Park

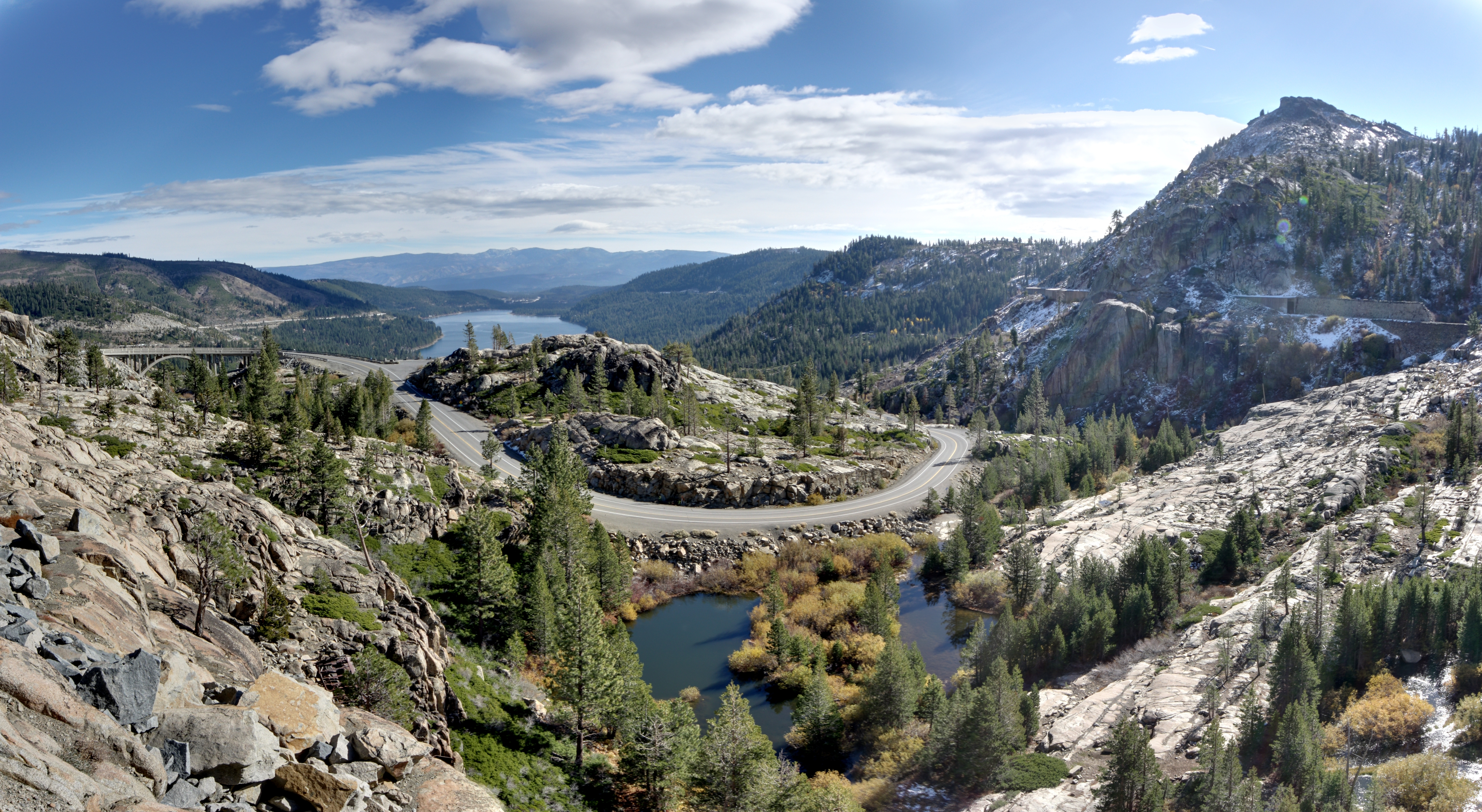
Uitzicht over het park vanaf de Old Donner Pass Highway.

Het Donner Memorial State Park is een staatspark in het oosten van de Amerikaanse staat Californië. Het ligt in Nevada County, aan de rand van Truckee, in de Sierra Nevada. Donner Memorial State Park is 1.333 hectare groot. Het is gefragmenteerd: een spoorweg deelt het park op in verschillende delen. Daarnaast zijn er hiaten in het park die toebehoren aan het Tahoe National Forest.
Het staatspark omvat de plaats waar de Donner Party, een groep kolonisten, in de winter van 1846-1847 vastgeraakte door zware sneeuwval. De Donner Party en Donner Camp vormen een bekende aflevering in de geschiedenis van Californië en het Amerikaanse Westen. Het staatspark ontstond in 1928 en is later aangewezen als National Historic Landmark. Er is een museum over het Emigrant Trail en een monument gewijd aan de kolonisten van het Wilde Westen, opgericht door de Native Sons of the Golden West.
Er zijn 4 km aan wandelpaden. Verder kunnen bezoekers er kamperen, picknicken, vissen, varen en waterskiën. In de winter kan men er langlaufen en wandelen met sneeuwschoenen. Aan de oever van Donner Lake zijn er kampeer- en picknickplaatsen.